# Killing in the Name
Killing in the Name è un singolo del gruppo musicale statunitense Rage Against the Machine, pubblicato il 2 novembre 1992 come primo estratto dal primo album in studio Rage Against the Machine
Il 31 agosto 1993 il singolo è stato ristampato in Europa e Australia con l'aggiunta degli inediti Darkness of Greed e Clear the Lane. Nel 2021 la rivista Rolling Stone ha inserito la traccia alla 207ª posizione nella classifica delle 500 migliori canzoni di tutti i tempi.

## Descrizione
Seconda traccia dell'album, nel testo viene affermato che alcuni membri delle forze dell'ordine degli Stati Uniti d'America farebbero parte del Ku Klux Klan, il cui simbolo è la croce che brucia, espresso nella strofa ripetuta «Some of those that work forces, are the same that burn crosses».
Nel 2008 l'assolo del brano eseguito da Tom Morello è stato posto al numero 89 dalla rivista Guitar World.
Nell'inverno 2009 fu la prima in classifica nel Regno Unito, grazie ad una campagna online, sconfiggendo il brano vincitore del talent show The X-Factor che tipicamente vince ogni anno.

## Apparizioni nei media
Nel 2004 Killing in the Name è stata inserita nella colonna sonora del videogioco Grand Theft Auto: San Andreas, mentre due anni più tardi è apparso in quella di Guitar Hero II, dove può anche essere suonata in una versione rivisitata.

## Tracce
Testi di Zack de la Rocha, musiche dei Rage Against the Machine.
CD promozionale (Europa, Stati Uniti)
1. Killing in the Name – 5:13

CD singolo (Australia, Europa), 12" (Europa)
1. Killing in the Name – 5:13
2. Darkness of Greed – 3:34
3. Clear the Lane – 3:45

7" (Europa)
- Lato A

1. Killing in the Name – 5:13

- Lato B

1. Clear the Lane – 3:45

## Formazione
- Zack de la Rocha – voce
- Tom Morello – chitarra
- Timmy C. – basso
- Brad Wilk – batteria

## Classifiche

### Classifiche settimanali
| Classifica (1993-2009) | Posizione massima |
| ---------------------- | ----------------- |
| Australia              | 7                 |
| Belgio (Fiandre)       | 27                |
| Francia                | 109               |
| Irlanda                | 2                 |
| Nuova Zelanda          | 8                 |
| Paesi Bassi            | 13                |
| Regno Unito            | 1                 |

### Classifiche di fine anno
| Classifica (1993) | Posizione |
| ----------------- | --------- |
| Nuova Zelanda     | 32        |

### Classifiche di fine decennio
| Classifica (2000-2009) | Posizione |
| ---------------------- | --------- |
| Regno Unito            | 79        |